# ثيو دي رويج
ثيو دي رويج (بالهولندية: Theo de Rooij)‏ ولد بتاريخ 25 أبريل 1957 في هولندا، هو دراج هولندي سابق.

## سجل النتائج

### سباقات أو مراحل فاز بها
- طواف سويسرا

## روابط خارجية
- ثيو دي رويج على موقع أرشيف الدراجات (الإنجليزية)
- ثيو دي رويج على موقع CycleBase (الإنجليزية)